# Stethynium flavinotae
Stethynium flavinotae är en stekelart som beskrevs av Girault 1915. Stethynium flavinotae ingår i släktet Stethynium och familjen dvärgsteklar. Inga underarter finns listade i Catalogue of Life.